# A129 マングスタ
A129 マングスタ
A129 マングスタ
- 用途：対地攻撃
- 分類：攻撃ヘリコプター
- 製造者：アグスタ
- 運用者:
  -  イタリア（イタリア陸軍）
  -  トルコ（トルコ陸軍）※T129 ATAK
- 初飛行：1983年9月11日
- 生産数：111機
- 運用開始：1990年7月
- 運用状況：現役
- サブタイプ：TAI/アグスタウェストランド T129 ATAK

A129 マングスタ（A129 Mangusta）は、アグスタ社（その後アグスタウェストランド社を経て、現在のレオナルド社ヘリコプター部門）が開発した、イタリア初の本格的な攻撃ヘリコプターである。マングスタはイタリア語で動物「マングース」を意味する。
これまでにコソボ、イラク、アフガニスタンなどの紛争地域に派遣されている。

## 開発
イタリア陸軍が1972年に発表した新世代観測・攻撃ヘリコプター計画に基づいて、1978年3月からアグスタ社とローンチ社によって開発が開始された。当初アグスタ社は自社のA109をベースとした武装ヘリコプター案を検討していたが、やがてより本格的な新型攻撃ヘリコプター案に移行し、1980年に機体の最終仕様がまとめられ、1982年11月30日に詳細設計作業が完了した。
試作機は5機製作され、試作初号機は1983年9月11日に初飛行し、以後1984年7月1日に試作2号機、同年10月4日に試作3号機、1985年5月27日に試作4号機、1986年3月1日に試作5号機が初飛行している。
イタリア陸軍では1987年末までに60機の調達を計画していたが、飛行試験でトラブルが続発して計画が大幅に遅延したため、量産機の引き渡しが開始されたのは1990年7月になってからだった。
製造元のアグスタ社及びその後身のアグスタウェストランド社ではA129の輸出販売を行ってきていたが、マクドネル・ダグラス社（現ボーイング社）のAH-64 アパッチやユーロコプター社のティーガーと比べて設計が古く、性能的にも幾分見劣りするため、長らく海外での採用国は現れなかった。しかし、2007年にトルコ陸軍がAH-1W スーパーコブラの後継機として採用し、51機が発注された。トルコ陸軍仕様はT129 ATAKの名称でターキッシュ・エアロスペース・インダストリーズ社（TAI）がライセンス生産を実施し、2009年に初飛行、2014年に運用が開始された。
なお、アグスタウェストランド社を合併したレオナルド社は、2017年よりイタリア陸軍と契約を締結し、A129の後継となる新型攻撃ヘリコプターAW249を開発している。AW249はA129よりも大型化し、ステルス化や無人機管制能力を付与する一方、既存技術も多く取り入れるなどしており、A129よりも低コストで運用できることを目指している。AW249は2022年8月12日、ヴェルジャーテのレオナルド社工場より初飛行した。

## 機体構成

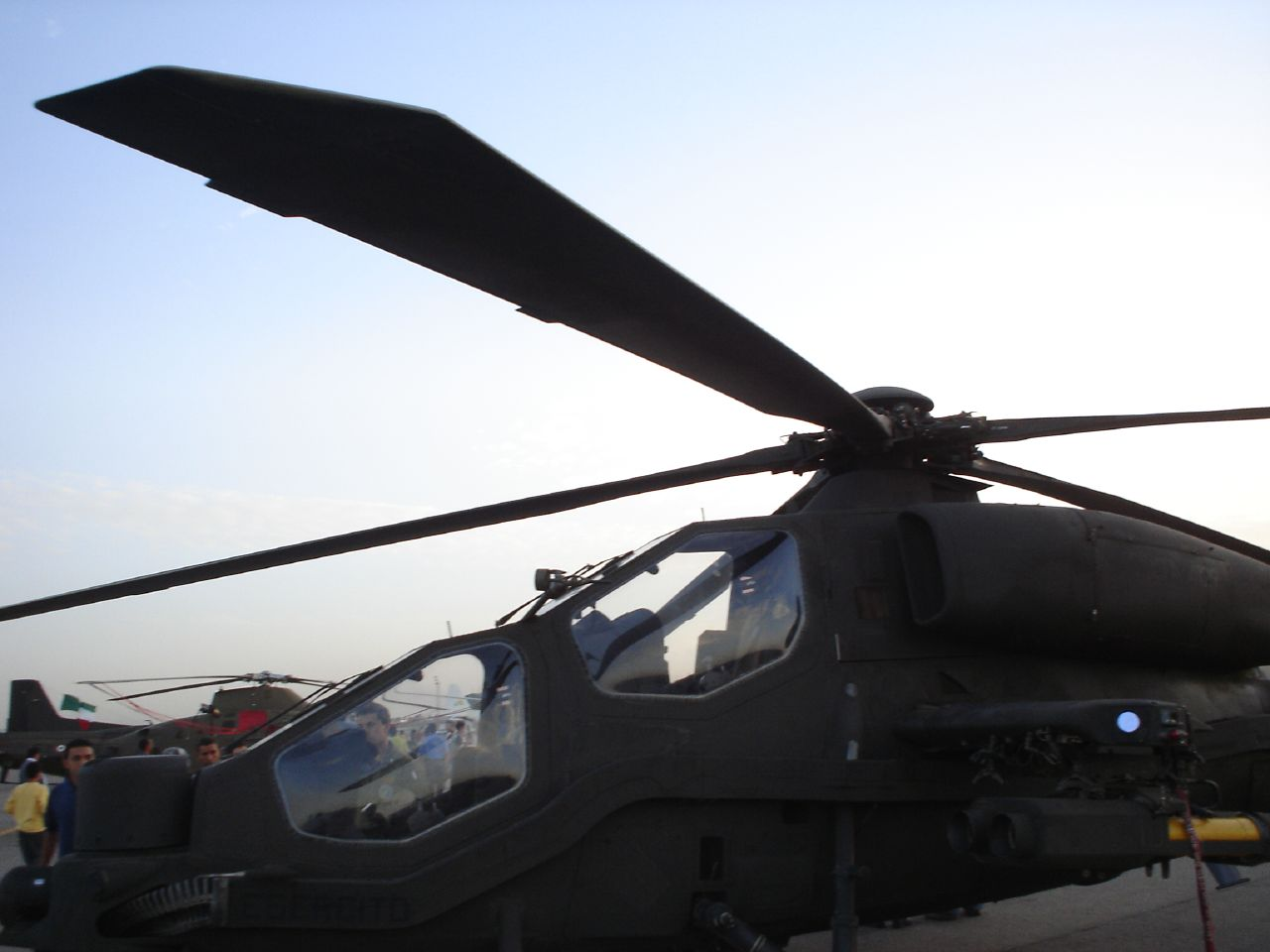
ローター

技術的にはA109から発展したもので、機体には複合素材を多用し、胴体重量の約45%が炭素繊維強化プラスチックをはじめとする複合素材が占め、機体表面では約70%が複合素材となっている。また、メインローター・ブレードは、12.7mm弾の直撃にも耐えられる耐弾性を備えている。
エンジンは、ロールス・ロイス ジェムMk.2-1004D ターボシャフトエンジン2基を胴体上部側面の左右に各1機ずつ搭載し、離陸最大出力は657kW、連続最大出力は615kWで、片発停止の場合などには759kWの緊急出力が出せるほか、飛行が安定すれば704kWの片発時継続出力で飛行する。エンジンは胴体の中央両側面にポッド式で装備し、一度に2基とも被弾する可能性を避けている。
コックピットは前後2席の配列で、前席に射手、後席には操縦士が着席する。飛行操縦装置にはデジタル式の多重システムが用いられ、操縦、航法、飛行管理、兵装制御、自動操縦、トランスミッション・モーター、エンジン状態、燃料/油圧/電気システム、警報/警戒システムを完全に統合している。
対ミサイル防御用には、レーダー妨害装置、レーダー警戒装置、レーザー警戒装置、赤外線妨害装置、チャフ/フレア放出機などを装備する。
固定武装は搭載されず、機体側面のスタブウィングには片側2箇所のハードポイントがあり、BGM-71 TOW対戦車ミサイルやロケット弾ポッドなどを装備できる。

## 改良型の開発

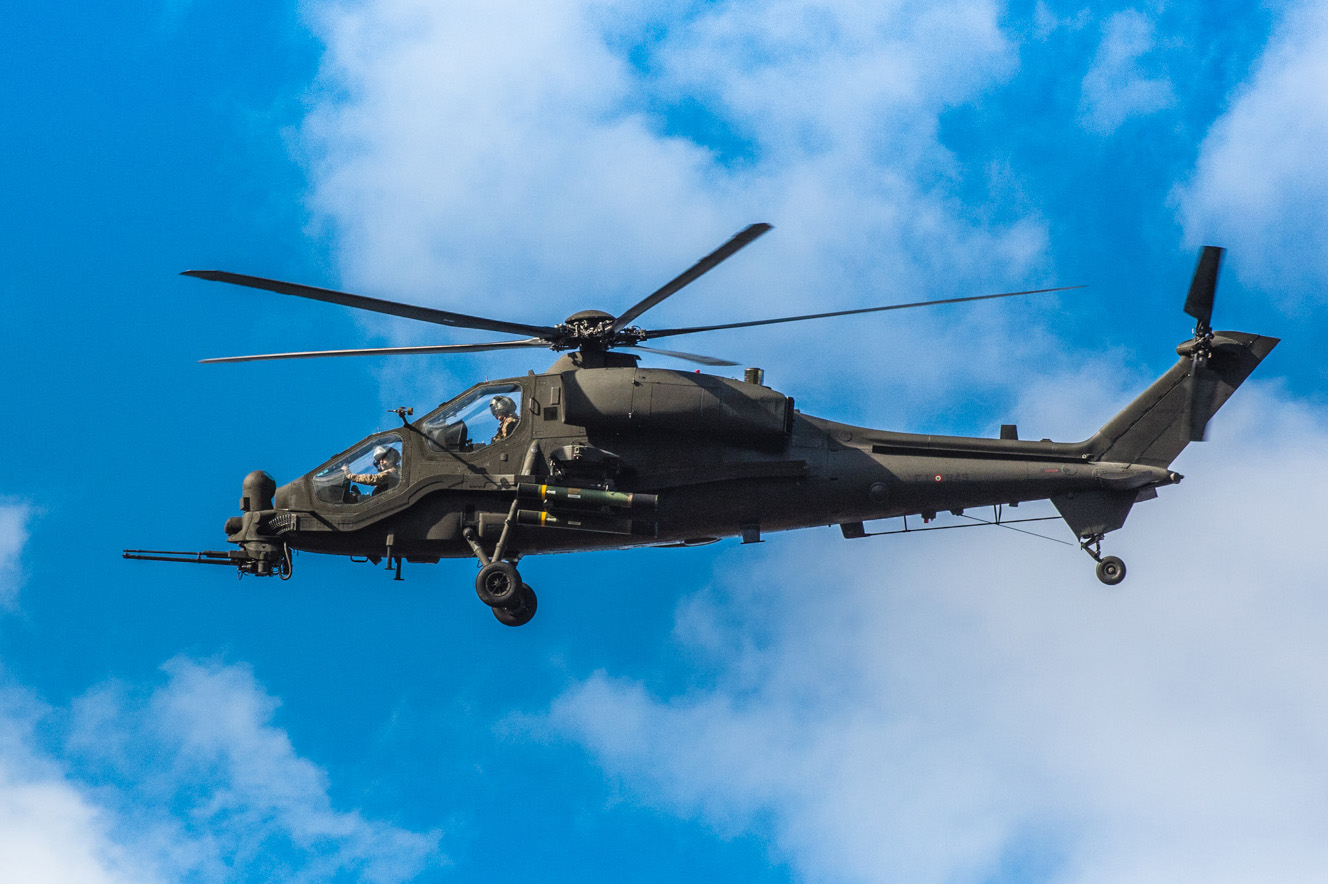
AH-129D

イタリア陸軍では当初、計画で60機の調達を予定していたが、これとは別に30機を索敵・対ヘリコプター攻撃機としての装備を計画した。しかし、国防予算削減の憂き目に遭い計画はキャンセルされ、代わりにマルチロール・タイプA129CBTの開発が行われた。
A129CBTでは主にメインローターが4枚から5枚に増やされた他、A129との目立つ相違点として機首下部にM197 20mm機関砲ターレットが設置されており、胴体左側面にM197用の帯状の弾倉が追加されている。また、AIM-92 スティンガー空対空ミサイルをスタブウィングに装備できるようになっている。
最新の改修型はA129D（AH-129D）と呼ばれ、機首のセンサーがイスラエル製のToplite IIIに換装され、スパイクER対戦車ミサイルの運用が可能になっている。これに伴い、既存のA129はAH-129A、A129CBTはAH-129Cと呼ばれるようになった。

## 型式

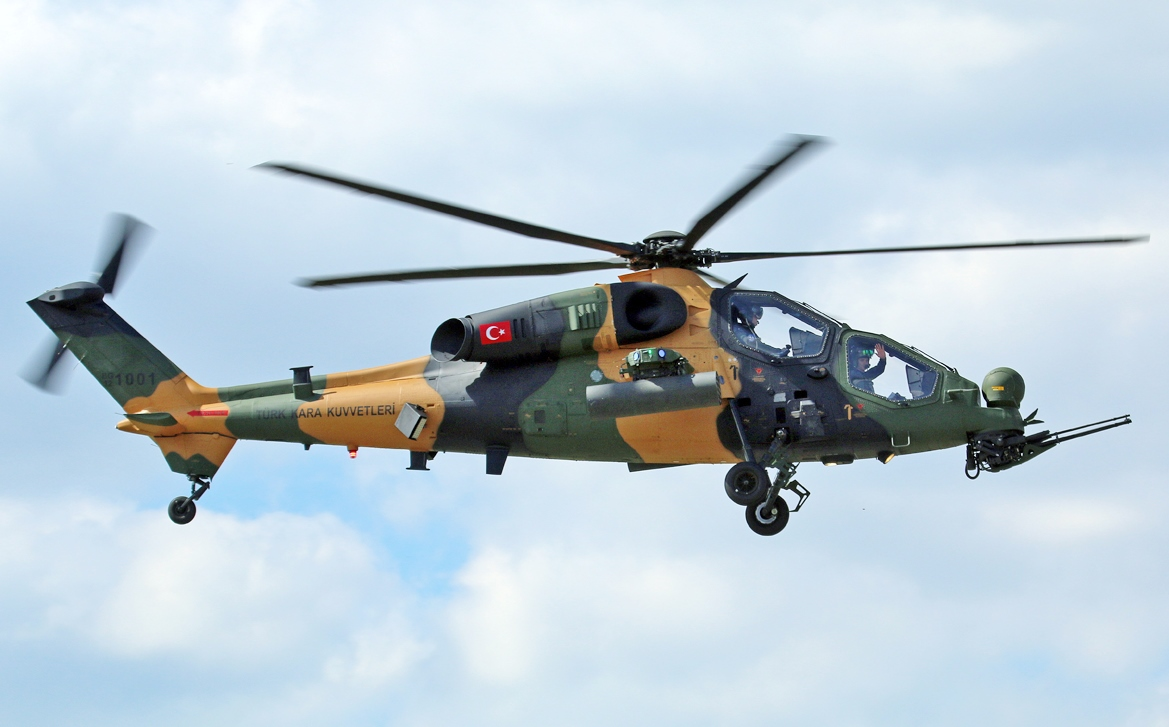
T129 ATAK

A129
対戦車攻撃型。
A129CBT
マルチロール型。
A129インターナショナル
輸出型。A129CBTをベースにLHTEC T800 エンジンを搭載しアビオニクスを近代化。
T129 ATAK
トルコ陸軍用輸出型。A129インターナショナルをベースにエンジンを強化しトルコ製のアビオニクスを装備。TAIでライセンス生産され、輸出もTAIによって行われる。トルコの他にはパキスタンが採用を決定している。

## 性能諸元
- 乗員：2名
- 主回転翼直径：11.90m
- 全長：14.29m
- 全高：3.35m
- 最大離陸重量：4,100kg
- エンジン：ロールス・ロイス ジェムMk.2-1004D ターボシャフトエンジン×2
- 出力：657kW
- 超過禁止速度：135kt
- 実用上昇限度：4,725m
- 戦闘行動半径：54nm
- 武装
  - 20mm機関砲M197×1（A129CBTのみ）（固定武装）
  - 7.62mm機銃ポッド、12.7mm機銃ポッド
  - ミストラル空対空ミサイル×最大4発（A129CBTのみ）
  - AIM-92 スティンガー空対空ミサイル×最大4発（A129CBTのみ）
  - BGM-71 TOW 対戦車ミサイル×最大8発
  - 70mmロケット弾ポッド×最大2基

## 参考資料
- 青木謙知編、2007「Jwings戦闘機年鑑 2007-2008」 イカロス出版 ISBN 4-87149-939-1